# AF Corse

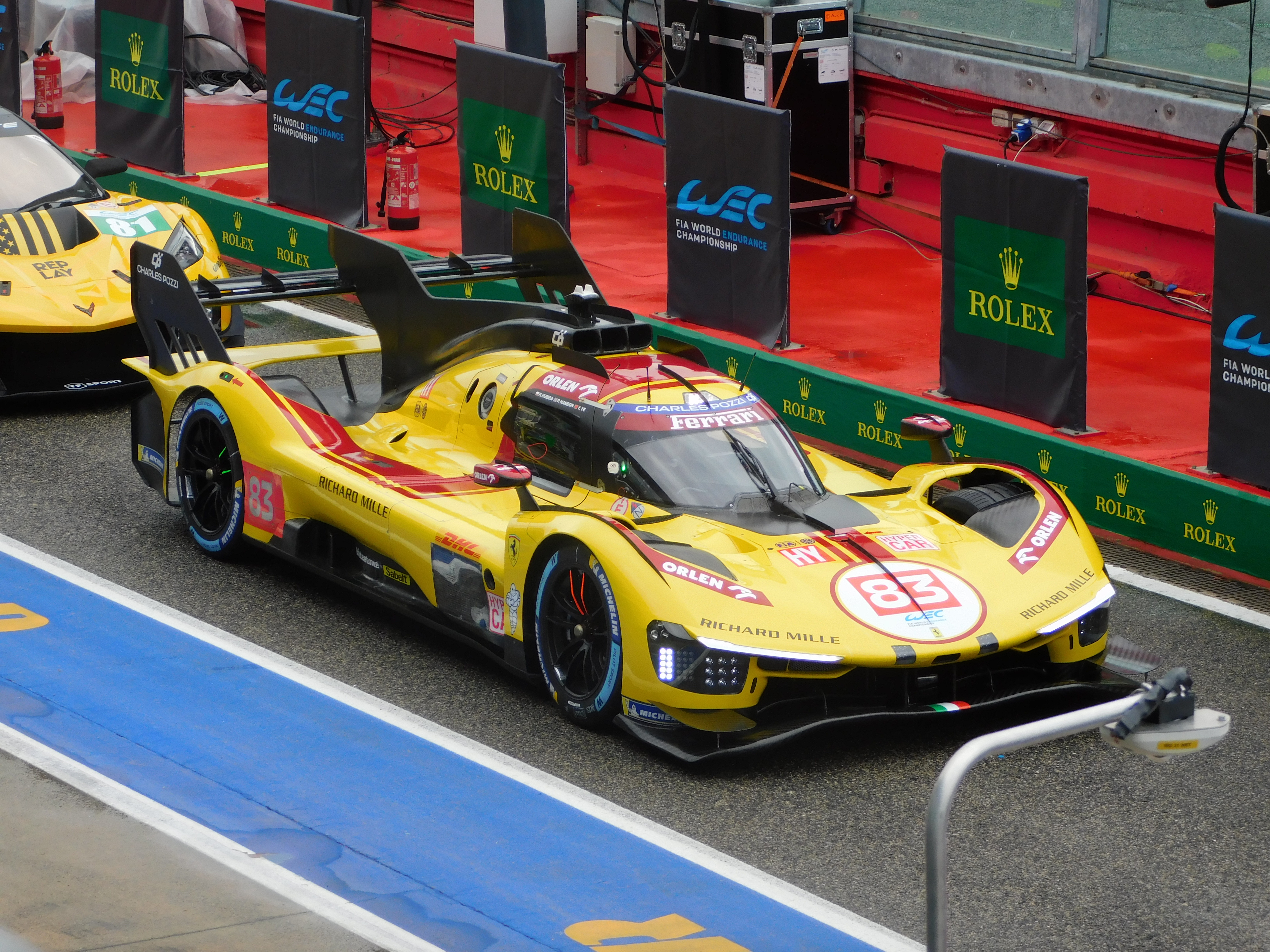
La Ferrari 499P No.83 engagée en 2025

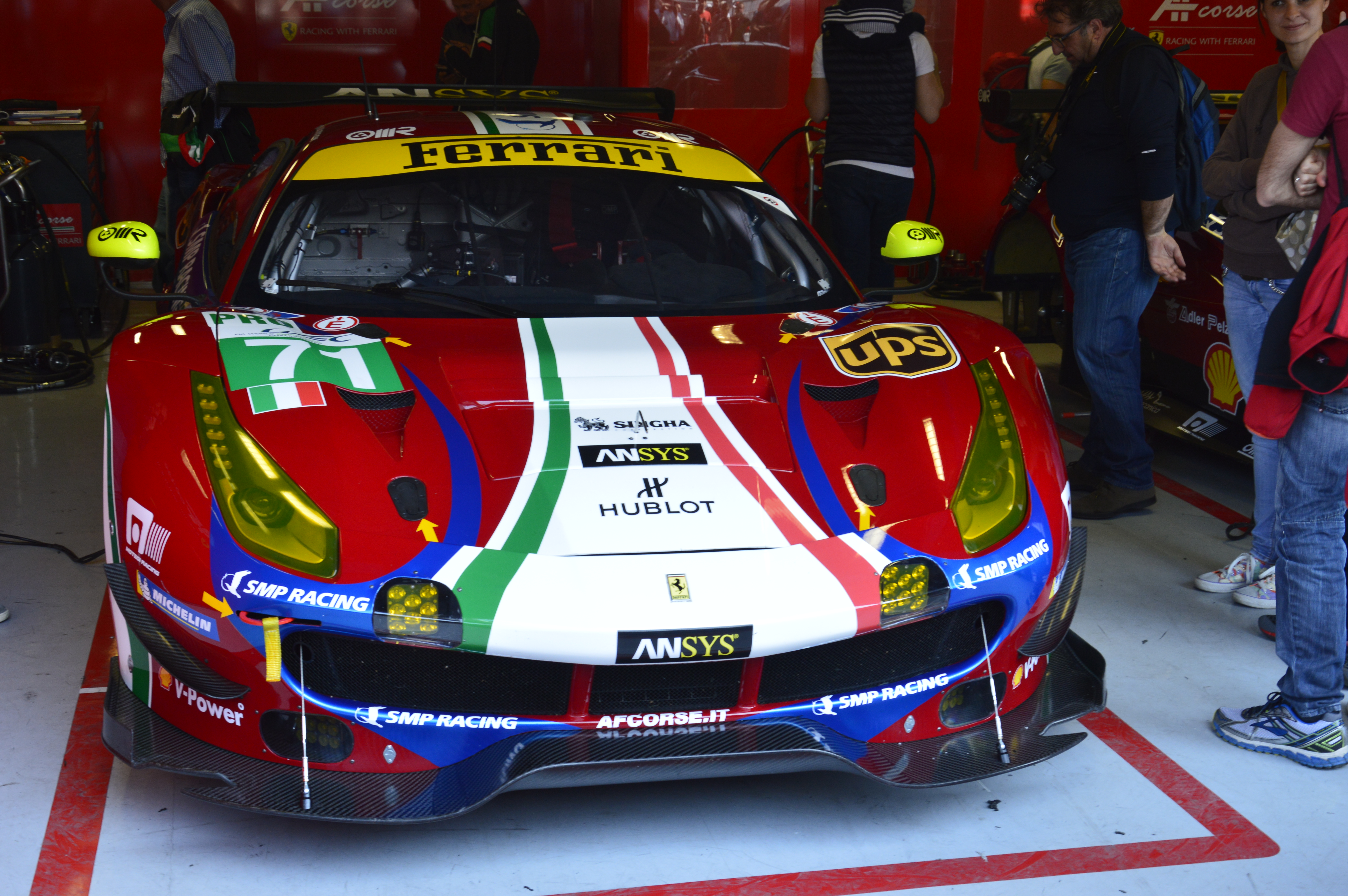
La Ferrari 488 GTE engagée en 2017.

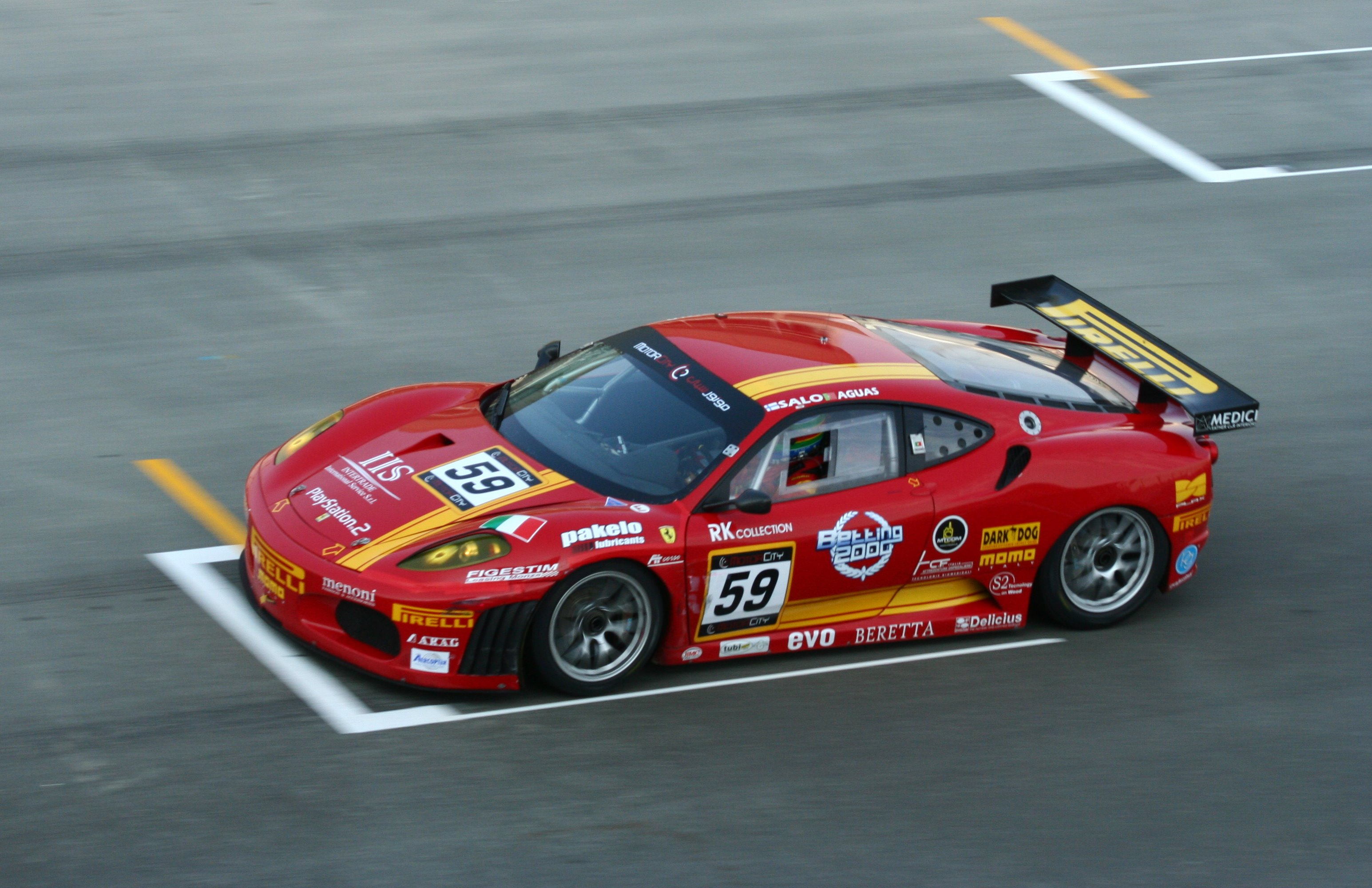
La Ferrari F430 59 en FIA GT 2006.

AF Corse est une écurie automobile italienne fondée par l'ancien pilote Amato Ferrari et basée à Plaisance, en Émilie-Romagne.
L'écurie participe aux championnats Blancpain Endurance Series, International GT Open, FIA GT, Le Mans Series et WEC avec des Ferrari 488 GTE.

## Historique
Amato Ferrari prend sa retraite sportive à l'âge de vingt-huit ans en 1994 et se lance dans un projet qui prend forme en 2002 avec la naissance de l'équipe AF corse, qui se traduit par (fr)A.F. courses ou (en) AF Racing. Jusqu'en 2005, Maserati confie à l'écurie l'organisation et la gestion de la Trofeo Cup, formule unique basée sur la Maserati Coupé. En 2004, AF Corse se voit confier le développement de la Maserati MC12 pour le championnat FIA GT.
L'écurie s'engage en 2006 avec une Ferrari F430 dans le championnat FIA GT et remporte pour la première fois les classements pilote et équipe de la catégorie GT2. Le titre pilote est de nouveau remporté en 2007 et 2008 alors que le titre par équipe l'est en 2007, 2008 et 2009. Ces titres permettent à l'équipe d'être invitée aux 24 Heures du Mans tous les ans depuis 2007.
À partir de 2007, l'écurie est partenaire technique de Advanced Engineering et a comme pilote l'acteur Patrick Dempsey lors des 24 Heures du Mans 2009. Elle est aussi le support technique de l'écurie argentine du Pecom Racing qui engage en 2011 une Lola B11/40 en Le Mans Series et aux 24 Heures du Mans. En 2012, cette écurie préfère utiliser une Oreca 03 pour s'engager en catégorie LMP2 du Championnat du monde d'endurance FIA.
En 2011, l'écurie s'engage dans le nouveau championnat Blancpain Endurance Series puis accompagne Ferrari l'année suivante en Championnat du monde FIA GT.

## Palmarès
- 24 Heures du Mans

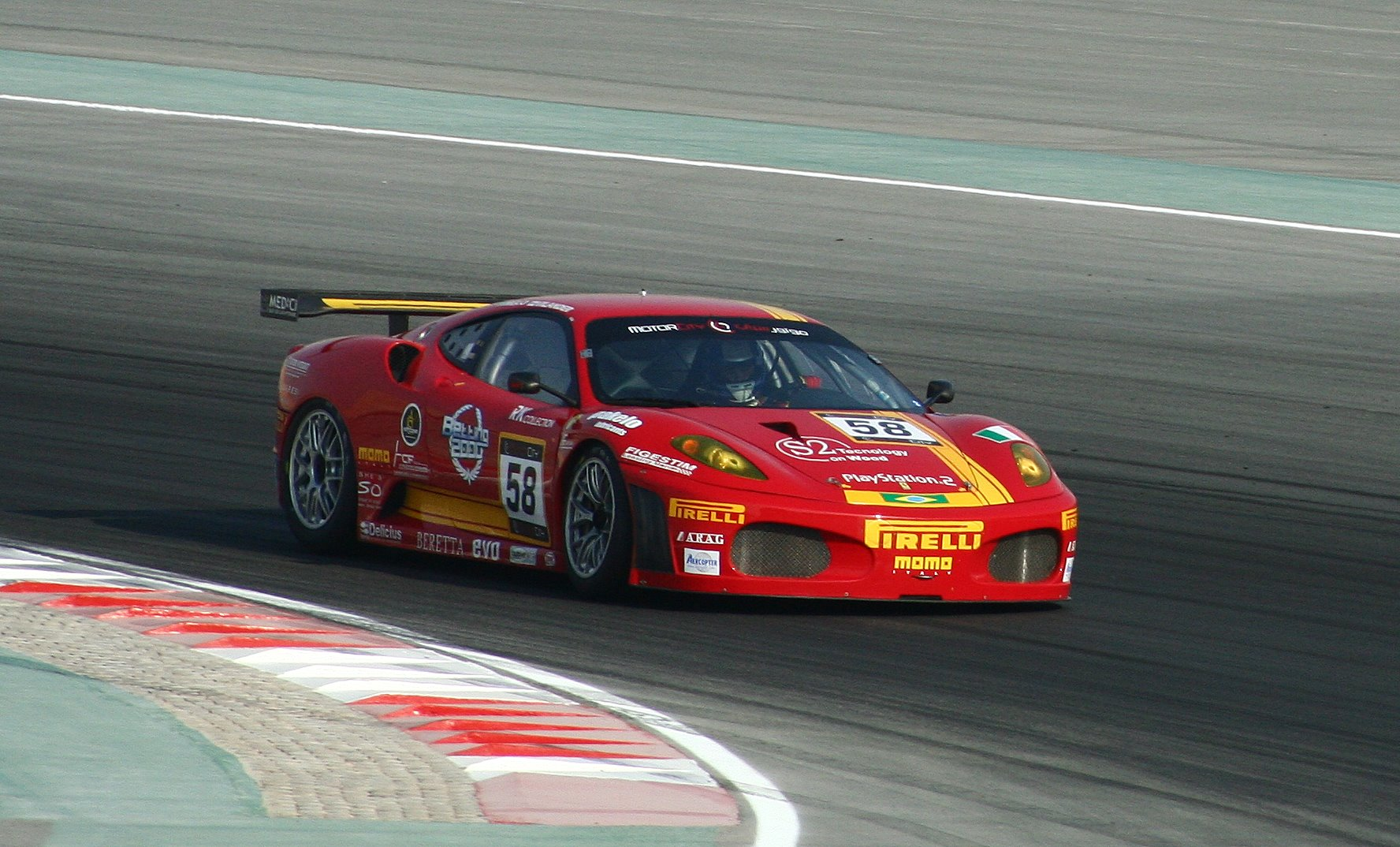
La Ferrari F430 58 en FIA GT 2006.

  - Vainqueur des 24 Heures du Mans 2012 dans la catégorie GTE Pro avec Giancarlo Fisichella, Gianmaria Bruni et Toni Vilander.
  - Vainqueur des 24 Heures du Mans 2014 dans la catégorie GTE Pro avec Giancarlo Fisichella, Gianmaria Bruni et Toni Vilander.
  - Vainqueur des 24 Heures du Mans 2019 dans la catégorie GTE Pro avec Alessandro Pier Guidi, James Calado et Daniel Serra.
  - Vainqueur des 24 Heures du Mans 2021 dans la catégorie GTE Pro avec Alessandro Pier Guidi, James Calado et Côme Ledogar.
  - Vainqueur des 24 Heures du Mans 2021 dans la catégorie GTE Am avec François Perrodo, Nicklas Nielsen et Alessio Rovera.
  - Vainqueur des 24 Heures du Mans 2023 dans la catégorie Hypercar avec Antonio Giovinazzi, Alessandro Pier Guidi et James Calado.
  - Vainqueur des 24 Heures du Mans 2024 dans la catégorie Hypercar avec Antonio Fuoco, Miguel Molina et Nicklas Nielsen.
  - Vainqueur des 24 Heures du Mans 2025 dans la catégorie Hypercar avec  Robert Kubica, Ye Yifei et Philip Hanson.

- FIA GT
  - Vainqueur du classement pilote de la catégorie GT2 en 2006 avec Jaime Melo, en 2007 avec Toni Vilander et Dirk Müller et en 2008 avec Gianmaria Bruni et Toni Vilander.
  - Vainqueur du classement par équipes de la catégorie GT2 en 2006, 2007, 2008 et 2009.

- 24 Heures de Spa
  - Vainqueur de la catégorie GT2 en 2006 avec Mika Salo, Rui Águas et Timo Scheider et en 2009 avec Gianmaria Bruni, Toni Vilander, Jaime Melo et Luís Pérez Companc.

- International GT Open
  - Vainqueur du classement pilote en 2010 avec Álvaro Barba et Pierre Kaffer.
  - Vainqueur du classement par équipes en 2010.

- Intercontinental Le Mans Cup
  - Vainqueur des 1 000 kilomètres de Silverstone 2010 dans la catégorie GT2 avec Gianmaria Bruni et Jaime Melo.
  - Vainqueur des 1 000 kilomètres de Spa 2011 dans la catégorie GTE Pro avec Gianmaria Bruni et Giancarlo Fisichella.
  - Vainqueur des 6 Heures d'Imola 2011 dans la catégorie GTE Pro avec Jaime Melo et Toni Vilander.
  - Vainqueur des 6 Heures de Silverstone 2011 dans la catégorie GTE Pro avec Gianmaria Bruni et Giancarlo Fisichella.
  - Vainqueur du Petit Le Mans 2011 dans la catégorie GTE Pro avec Gianmaria Bruni, Giancarlo Fisichella et Pierre Kaffer.

- Le Mans Series
  - Vainqueur du classement pilote de la catégorie GTE Pro en 2011.
  - Vainqueur du classement par équipes de la catégorie GTE Pro en 2011.

- Championnat du monde d'endurance FIA
  - Trophée Endurance FIA des équipes LMGTE Pro en 2012
  - Trophée Endurance FIA des équipes LMGTE Pro en 2013
  - Trophée Endurance FIA des équipes LMGTE Pro en 2014
  - Trophée Endurance FIA des équipes LMGTE Pro en 2017
  - Trophée Endurance FIA des équipes LMGTE Am en 2016
  - 4 victoires dans la catégorie GTE Pro en 2012 à Sebring, au Mans, à São Paulo et à Bahreïn.
  - 1 victoire dans la catégorie GTE Am en 2012 à Silverstone.
  - 3 victoires dans la catégorie GTE Pro en 2013 à Spa, à São Paulo et à Bahreïn.
  - 4 victoires dans la catégorie GTE Pro en 2014 à Spa, au Mans, à Fuji et à Bahreïn.
  - 1 victoire dans la catégorie GTE Am en 2014 à Spa.
  - 2 victoires dans la catégorie GTE Pro en 2015 à Silverstone et à Fuji.
  - 1 victoire dans la catégorie GTE Am en 2015 à Shanghai.
  - 3 victoires dans la catégorie GTE Pro en 2016 à Silverstone, à Spa et au Nürburgring.
  - 1 victoire dans la catégorie GTE Am en 2016 à Silverstone.
  - 5 victoires dans la catégorie GTE Pro en 2017 à Spa, au Nürburgring, au Circuit des Amériques, à Fuji et à Bahreïn.

## Pilotes

### Pilotes actuels
- Robert Kubica
- Ye Yifei
- Philip Hanson
- James Calado
- Alessandro Pier Guidi
- Antonio Giovinazzi
- Miguel Molina
- Antonio Fuoco
- Nicklas Nielsen
- Davide Rigon
- Francesco Castellacci
- Thomas Flohr
- Luís Pérez Companc
- Alessio Rovera
- Daniel Serra
- Sam Bird
- Duncan Cameron
- Matthew Griffin
- David Perel
- Stefano Costantini (it)
- Ulysse de Pauw (en)
- Simon Mann
- Rui Águas
- Andrea Bertolini
- Eddie Cheever III (en)
- Giorgio Sernagiotto
- Sébastien Loeb[4]
- Lilou Wadoux

### Anciens pilotes
- Jaime Melo
- Matías Russo
- Mika Salo
- Toni Vilander
- Kamui Kobayashi
- Jean Alesi
- Mirko Venturi
- Stephen Wyatt
- Matteo Malucelli
- François Perrodo
- Emmanuel Collard
- Lucas Di Grassi
- Gianmaria Bruni
- Weng Sun Mok
- Keita Sawa
- Giancarlo Fisichella
- Matteo Cressoni
- Michele Rugolo
- Claudio Sdanewitsch
- Piergiuseppe Perazzini
- Marco Cioci
- Olivier Beretta
- Motoaki Ishikawa
- Aaron Scott

À noter que l'écurie partage plusieurs de ses pilotes avec l'équipe Risi Competizione.